# Dear my…
「Dear my…」（ディア・マイ…）は、寿美菜子の楽曲。彼女の3枚目のシングルとして2011年9月14日にミュージックレインから発売された。

## 概要
寿のシングルとしては前作「Startline」から約1年ぶりのリリース。シングルは通常盤と初回盤の2形態で発売され、後者には「Dear my…」のPVを収録したDVDが同梱される。本作は寿の10代で発売される最後のシングルという事もあり、スフィアのメンバー等への感謝を表現したバラードナンバーに仕上がっている。

## 批評
hotexpressの菅野雄貴は「全身全霊の“ありがとう”がぎっしりと詰め込まれた1曲だ。」と評し、CDジャーナルも「ちょっとせつなくて、ピュアで、かわいらしいメロディ」と評した。

## 収録曲
1. Dear my… [5:58]
作詞：森村メラ、作曲・編曲：渡辺拓也
2. カラフルダイアリー [4:19]
作詞：松村龍二、作曲・編曲：宮崎誠
3. Dear my… （Instrumental）

DVD（初回限定盤のみ）
1. Dear my… （Music Clip）

## 収録作品

### アルバム
| 発売日             | アルバムタイトル | 備考                      |
| Dear my…           | Dear my…         | Dear my…                  |
| ------------------ | ---------------- | ------------------------- |
| 2012年9月12日      | My stride        | 1作目のオリジナルアルバム |
| カラフルダイアリー |                  |                           |
| 2012年9月12日      | My stride        | 1作目のオリジナルアルバム |

### Blu-ray Disc / DVD
| 発売日             | BD/DVD タイトル                                                     | 備考                          |
| Dear my…           | Dear my…                                                            | Dear my…                      |
| ------------------ | ------------------------------------------------------------------- | ----------------------------- |
| 2012年3月14日      | スフィア ライブ 2011 「Athletic Harmonies-デンジャラスステージ- 」  | スフィア3作目のライブBD/DVD。 |
| カラフルダイアリー |                                                                     |                               |
| 2012年3月14日      | 'スフィア ライブ 2011「Athletic Harmonies-クライマックスステージ-」 | スフィア3作目のライブBD/DVD。 |